# Lenzfrieder Höhenrücken
Der Lenzfrieder Höhenrücken ist eine natürliche Erhebung bei Lenzfried, einem Pfarrdorf von Kempten (Allgäu). Der 765 Meter hohe, ostwestlich verlaufende Höhenzug zeichnet als aufgerichteter Teil die Südrandstörung (Störung) zwischen Ungefalteter und Gefalteter Molasse markant nach. Er bildet damit den geologischen Nordrand der Alpen. Dieser Teil des Alpenrandes baut sich, ebenso wie die Burghalde, aus Ablagerungen der Oberen Meeresmolasse auf.
Ein Abbau des fossilienreichen Sandsteins für Bauzwecke lässt sich seit der Römerzeit bis in das Mittelalter nachweisen. Die römische Landstadt Cambodunum baute mit den Sandsteinen und bezog ihr Wasser aus Quellen des Höhenrückens.
Seit 1906 steht auf dem Flur von Hinterholz, im Osten des Rückens, der Hochbehälter Lenzfried. Er wurde 2005 unterirdisch erweitert.

## Naturdenkmal und Geotop: Steinbruch
Der Steinbruch auf dem Lenzfrieder Höhenrücken ist seit 1979 als flächenhaftes Naturdenkmal eingetragen. Es hat eine Fläche von 624 m². Zusätzlich ist er auch als Geotop in der Geotopliste verzeichnet.
Die steilstehende Rippe des 10 bis 20 Meter mächtigen fossilführenden Sandsteins der Oberen Meeresmolasse. Der geröllführende Sandstein wird als Bryozoensandstein bezeichnet, er führt also fossile Moostierchen. Die senkrecht bis überkippt lagernde Schichtfolge verdankt ihre Steilstellung der Bewegung an der wenig weiter südlich vorbeiführenden Randstörung, die Vorlandmolasse und Faltenmolasse trennt. Am Lenzfrieder Höhenrücken zeigt sich der aufgerichtete Südrand der Vorlandmolasse.

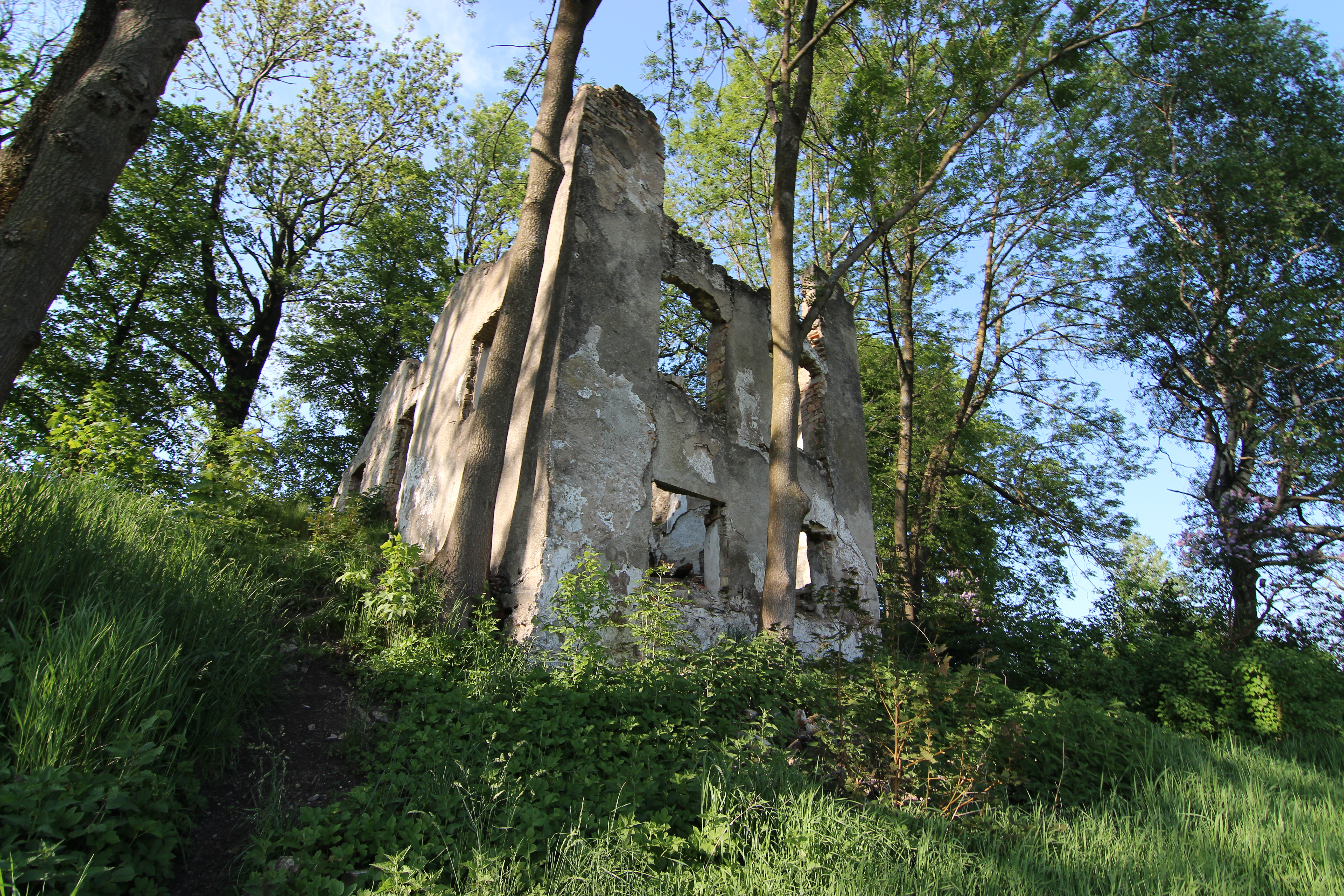
Schusterhäusle von 1845
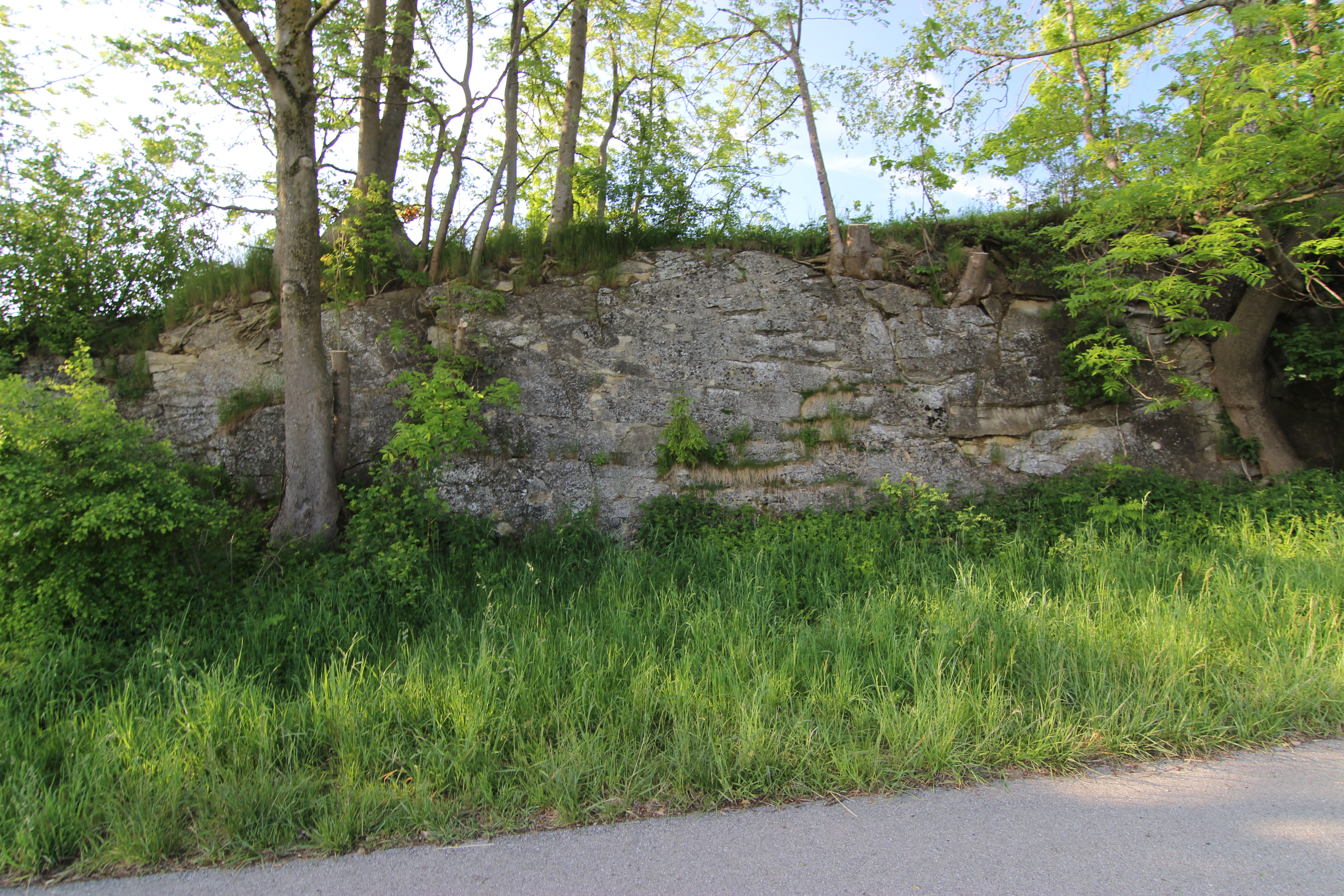
Ehemaliger Steinbruch
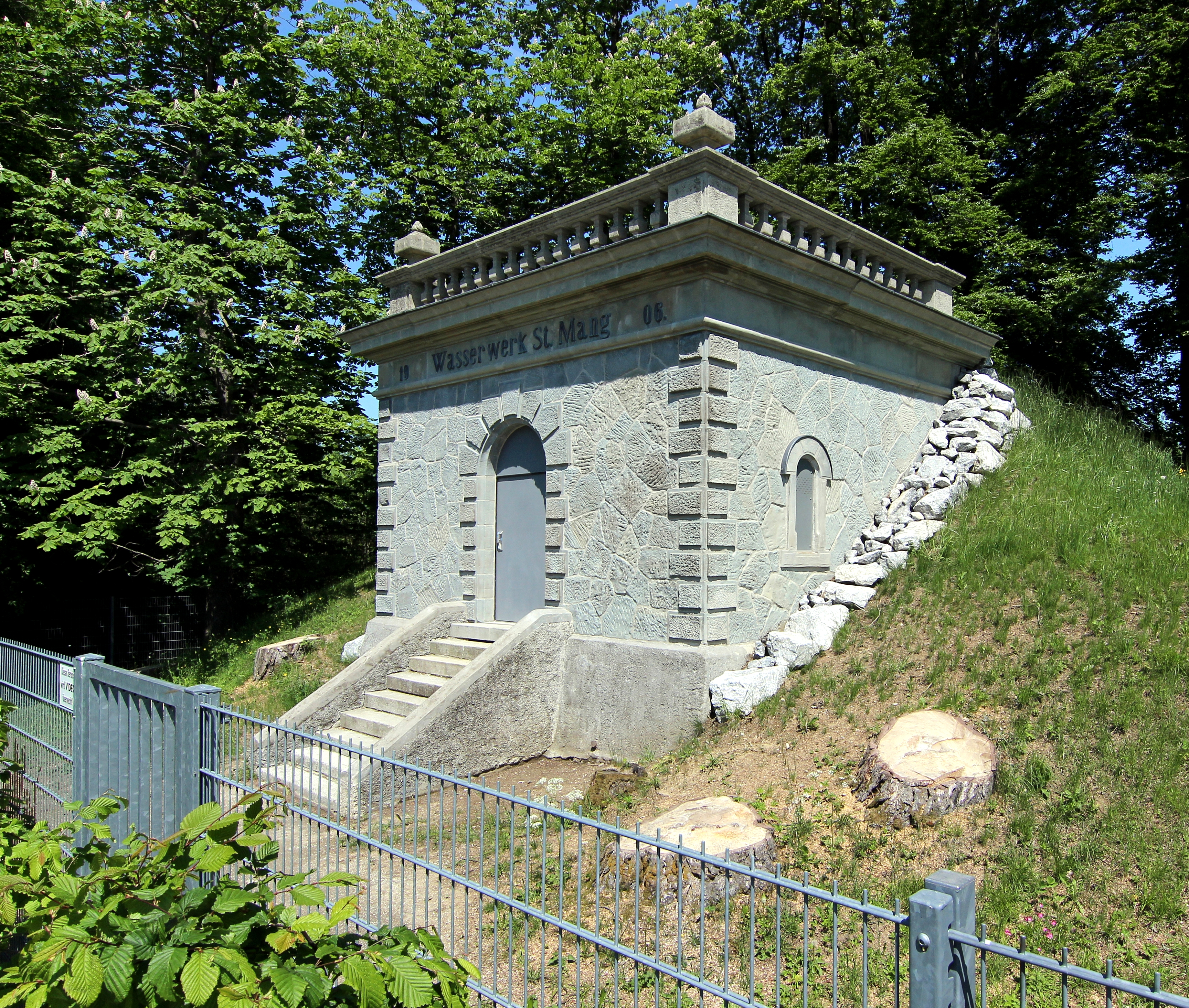
Hochbehälter